# Liebe und Zorn
Liebe und Zorn (Amore e rabbia) ist ein Episodenfilm aus dem Jahr 1969, dessen Teile von den Regisseuren Marco Bellocchio, Bernardo Bertolucci, Jean-Luc Godard, Carlo Lizzani und Pier Paolo Pasolini inszeniert wurden.

## Grundidee
Der Film setzt sich mit christlichen Glaubensgrundsätzen und deren Gültigkeit in der Moderne auseinander. Die Idee dazu kam von zwei katholischen Journalisten, Pucio Pucci und Piero Badalassi, die sie den nicht als besonders katholisch bekannten Regisseuren unterbreiteten. Als ursprünglicher Titel war Vangelo ’70 vorgesehen, also Evangelium ’70.

## Die fünf Episoden

### „Gleichgültigkeit“ von Carlo Lizzani
In Gleichgültigkeit (L'indifferenza) wird in New York ein Autofahrer von der Polizei angehalten, um ein verletztes Verkehrsopfer in ein Krankenhaus zu fahren. Plötzlich flüchtet er auf eine andere Route und wird dann verfolgt.

### „Die Geschichte einer Papierblume“ von Pier Paolo Pasolini
Die etwa 12 Minuten lange Episode La sequenza del fiore di carta zeigt einen jungen, unbekümmerten Mann, der fröhlich mit einer Papierblume durch den Verkehr einer belebten Straße, der Via Nazionale in Rom, läuft; dabei werden immer wieder monochrome Bilder von bedrohlichen aktuellen politischen Ereignissen, wie dem Vietnamkrieg oder den Ost-West-Beziehungen in der Zeit des Kalten Krieges, über die Szene geblendet. Gegen Ende der Episode ist aus dem Off die Stimme Gottes zu hören, die den Jungen, der von all dem nichts weiß, auffordert, aufzuwachen und sich seiner Welt bewusst zu werden. Doch der versteht nichts, und so lässt Gott ihn sterben.
Pasolini bezieht sich in dieser Episode auf die Verfluchung des Feigenbaums durch Jesus (Mt 21,18–22 ): Jesus kommt am Tag nach der Tempelreinigung hungrig an einen Feigenbaum und lässt ihn verdorren, weil dieser keine Früchte trägt. Pasolini interpretiert die Geschichte neu: „Es gibt Augenblicke in der Geschichte, in denen man nicht unschuldig sein kann, in denen man wach sein muss; nicht wach zu sein, heißt sich schuldig zu machen.“

### „Todeskampf“ von Bernardo Bertolucci
Die Episode Todeskampf (Agonia) stammt von Bernardo Bertolucci, der in jenen Jahren für einen längeren Spielfilm keine Mittel fand und hier eine Gelegenheit sah, endlich wieder zu drehen.
Der ursprüngliche Titel Il fico infructoso verwies auf das Gleichnis vom Feigenbaum ohne Früchte aus dem Lukas-Evangelium (13,6–9 ). Darin stellt ein Weinbauer fest, dass ein vor drei Jahren gepflanzter Feigenbaum an seinem Berg keine Frucht trägt, doch Land beansprucht, und will ihn schlagen. Doch sein Gärtner will ihn düngen und ihm noch ein Jahr geben; sollte der Baum dann noch immer nicht fruchten, soll er umgehauen werden. In der Episode ist es ein alter Mann, der nichts Böses getan hat, aber aus Feigheit vor dem Leben auch nichts Gutes; der Sterbende war schon zu Lebzeiten eher ein Toter, „einer der Lauen aus dem dritten Gesang.“
Die Episode wurde in zwölf Tagen in einem Cinecittà-Studio abgedreht. Die Theatertruppe ist das Living Theater. Die Dreharbeiten begannen in freundlicher, familiärer Stimmung, doch fiel es Bertolucci zunehmend schwer, die Truppe zu disziplinierter Arbeit anzuhalten. Die Stimmung besserte sich bei der Vorführung des Endergebnisses. Die Theatertruppe war es gewohnt, von Filmern ohne Budget und mit wackelnder Kamera dokumentiert zu werden. Sie freuten sich, sich selbst auf stabilen Bildern, in Farbe und im Breitformat zu sehen.
Die Kritik sprach teils von einem Talent einer klaren poetischen Kraft und einer überzeugenden visuellen Strenge, teils von einem Experiment, dessen Tragweite die Neugier auf die Gesichter der Theaterdarsteller nicht übersteigt.

### „Liebe“ von Jean-Luc Godard
Zwei Liebespaare reden in L'amore auf einer üppig begrünten Terrasse abwechselnd auf Französisch und Italienisch über Politik und soziale Strukturen.

### „Wir reden und reden“ von Marco Bellocchio
Discutiamo, discutiamo: In einem Schulzimmer führen ultralinke und konservative Studenten eine Redeschlacht mit Rollenspielen. Dabei „tritt die Wechselwirkung von Repression und Gewalt und die ohnmächtige Wut der studentischen Opposition von 1968 zutage.“ Nach Goffredo Fofi zeigt die Episode „die Wirklichkeit und Vitalität der ersten Periode der Studentenbewegung.“

## Kritiken
„Ein schwieriger Episodenfilm, der jedoch thematisch und formal beachtlich ist.“

„Fünfteiliger Episodenfilm, dessen einzelne Teile nur sehr locker etwas mit dem Oberthema zu tun haben. […] Obwohl die Qualität unterschiedlich ist und auch der Grad der Schwierigkeit, ein insgesamt lohnender und des Nachdenkens fördernder Film.“

## Auszeichnungen
Bei den Internationalen Filmfestspielen 1969 in Berlin nahm der Film am Wettbewerb um den Goldenen Bären teil.